# Edward Coxen
Albert Edward Coxen (8 de agosto de 1880 – 21 de noviembre de 1954) fue un actor estadounidense de origen británico, que actuó en más de 200 filmes a lo largo de su carrera.

## Inicios
Nacido en Southwark, Londres, Inglaterra, sus padres eran Joseph Coxen y Sarah Jane Parfitt. En el momento de su nacimiento, sus padres regían el local Carpenter Arms, en St. Marylebone, Londres. En 1880 el hermano de Joseph Coxen, John, y su esposa Ellen dejaron Inglaterra y se mudaron a San Francisco (California). Joseph y Sarah Coxen les siguieron en 1882. Los hermanos Coxen pronto fundaron en la ciudad Coxen Bros., un negocio de grabadores, viviendo ambas familias juntas. En 1890, Coxen, ya con 10 años, vivía con su familia en un domicilio independiente en San Francisco.
Sin embargo, y a pesar del hecho de que estaban bien asentados en los Estados Unidos, los Coxen volvieron a Londres en 1896 a fin de que Sarah cuidara de su hermana Catherine Strawson, enferma terminal. Coxen intentó completar su educación y volvió a Estados Unidos, llegando a Nueva York un día antes de cumplir diecisiete años. Volvió a casa de su tío John en California, y en 1900, a los 20 años de edad, se nacionalizó estadounidense.

## Carrera
Tras su vuelta a San Francisco, Coxen continuó sus estudios en la Universidad de California en Berkeley y, tras graduarse, inició una carrera comercial trabajando para su padre y su tío en Coxen Bros. Sin embargo, esta ocupación no le agradaba, por lo que intentó hacer fortuna buscando oro y trabajando en la ingeniería civil. Finalmente entró en la profesión que más anhelaba, la de actor, y sus primeras líneas como profesional las declamó en el Teatro Majestic de San Francisco en 1906, a los 26 años de edad. El terremoto de San Francisco de 1906 y los incendios subsiguientes poco después de su debut, le obligaron a actuar en un teatro en Oakland (California), donde intervino en las obras Ye Liberty, Balasco's Alcazar, y otras piezas populares. El terremoto tuvo asimismo un impacto muy negativo en la empresa Coxen Bros., por lo cual la familia hubo de mudarse a Los Ángeles.
En sus inicios como actor, Coxen borró el "Albert" de su nombre artístico, siendo a menudo anunciado como Edward, Eddie o Ed Coxen. En 1909 volvió a Nueva York, esta vez como actor de renombre, para actuar en el Wallack's Theatre de Broadway. El 27 de diciembre de 1909 intervino en la obra A Little Brother of the Rich, la cual se representó en 27 ocasiones.
Hollywood era el centro de la nueva y rápidamente creciente industria cinematográfica, por lo cual suponía una atracción para los jóvenes actores. La demanda de filmes del género western de poca duración era insaciable, y algunos estudios estrenaban uno cada semana. A principios de 1911 se formó el Estudio Santa Monica por Kalem Company a fin de satisfacer esa demanda, y para ello se reclutó a jóvenes talentos como Ed Coxen, Ruth Roland, Marin Sais, y Marshall Neilan.
Coxen pronto se trasladó a Santa Bárbara (California), donde en 1912 se unió a los estudios de la  American Film Manufacturing Company y empezó su carrera cinematográfica formando parte de un grupo de actores conocido como las estrellas 'Flying A'. Hasta 1917 fue una estrella de dichos estudios. En este período tuvo una gran fama y, solamente en 1912, rodó 34 filmes. Entre sus títulos de mayor popularidad se encuentran The Ghost of the Hacienda, Crooks and Credulous, In Three Hours, The Drummer's Honeymoon y The Trail of the Lost Chord. En varias de estas producciones, incluyendo Saints and Sinners, actuaba junto a Winifred Greenwood, particularmente en muchos melodramas. 
Sin embargo, en la época en que Coxen alcanzaba los cuarenta años de edad, su trabajo era principalmente como actor de reparto, usualmente interpretando a malvados, aunque trabajando con estrellas de la talla de Buster Keaton. Aunque siguió actuando hasta la década de 1940, sus papeles para entonces eran de poca duración. En 1941, tras trabajar en dos películas sin aparecer en los créditos, Coxen se retiró del mundo del espectáculo.

## Vida personal
En 1914, a los 33 años de edad, se casó con Edith Borella, una actriz de 24 años nacida en California, y de padres suizos. Borella había hecho pequeños papeles junto a Coxen en películas como Restitution, en la cual Winifred Greenwood interpretaba al primer personaje femenino. 
Edward Coxen falleció el 21 de noviembre de 1954 en Hollywood, California. Fue enterrado en el cementerio Forest Lawn Memorial Park de Glendale (California). 

## Filmografía seleccionada
- Mesquite's Gratitude (1911)
- He Who Laughs Last (1911)
- A Hospital Hoax (1912)
- The Pony Express Girl (1912)
- A Rose of Old Mexico (1913)
- The Shriner's Daughter (1913)
- The Power of Light (1914)
- A Soul Astray (1914)
- The Lure of the Sawdust (1914)
- The Butterfly (1914)
- This Is th' Life (1914)
- The Song of the Sea Shell (1914)
- The Wrong Birds (1914)
- The Redemption of a Pal (1914)
- A Slice of Life (1914)
- Spider Barlow Cuts In (1915)
- The Water Carrier of San Juan (1915)
- Spider Barlow Meets Competition (1916)
- A Modern Sphinx (1916)
- The Bearded Fisherman (1917)
- The Curse of Eve (1917)
- The Bells (1918)
- Quicksands (1918)
- Desert Gold (1919)
- In Old Kentucky (1919)
- Witch's Gold (1920)
- Honor Bound (1920)
- No Man's Woman (1921)
- Desperate Trails (1921)
- The Veiled Woman (1922)
- The Stranger of the Hills (1922)
- The Flying Dutchman (1923)
- A Man's Man (1923)
- One Glorious Night (1924)
- Flashing Spurs (1924)
- The Man Without a Country (1925)
- Cold Nerve (1925)
- The Test of Donald Norton (1926)
- The Man in the Shadow (1926)
- Galloping Glory (1927)
- Galloping Fury (1927)
- The Spoilers (1930)
- Young Blood (Sin acreditar, 1932)
- The Fighting Champ (Sin acreditar, 1932)
- The Trail Drive (Sin acreditar, 1933)
- Gun Justice (Sin acreditar, 1933)
- Wheels of Destiny (1934)
- Smoking Guns (1934)
- Five Bad Men (1935)
- Westward Ho (Sin acreditar, 1935)
- Code of the Range (1936)
- The Sunday Round-Up (Sin acreditar, 1936)
- Riders of the Dawn (Sin acreditar, 1937)
- Thunder Trail (Sin acreditar, 1937)
- West of Rainbow's End (1938)
- South of Arizona (1938)
- Texas Stampede (1939)
- Down the Wyoming Trail (1939)
- Pioneers of the Frontier (1940)
- One Million B.C. (1940)
- Across the Sierras (Sin acreditar, 1941)
- King of Dodge City (Sin acreditar, 1941)